# 凱薩琳·溫妮克
凱薩琳·溫妮克（英語：Katheryn Winnick，1977年12月17日—）是一位加拿大女演員、電視導演和監製。她知名於在History歷史劇《维京传奇》（2013－2020年）中飾演拉葛莎、在ABC刑偵調查劇《天空市兇案》（2020－2023年）中飾演珍妮·霍伊特（Jenny Hoyt）以及在電影《捍衛救援》（2021年）中飾演莎拉·彭寧頓（Sarah Pennington）。

## 早年生活
凱薩琳·溫妮克在1977年12月17日出生於現屬加拿大安大略省多伦多一部分的怡陶碧谷，有乌克兰血統和兩個兄弟。她以乌克兰语為母語，直到8歲才開始說英語。
她在7歲時開始接受武術訓練，13歲時取得第一條黑帶，21歲時更已經創辦了3所跆拳道學校。她在多倫多約克大學攻讀人體運動學學位同時教演員跆拳道和自衛術。
溫妮克年輕時開始在多倫多的社區中心表演。她在高中時曾執導過戲劇，並在就讀富景書院時得到過戲劇執導的獎學金。

## 職業生涯
溫妮克透過在電影片場向演員教授武術進入電影業；她指這段經歷激勵自己追求專業表演。自進入電影業後，她參演過的電影作品包括《赖家王老五》（2006年）、《刺客公敵》（2010年）、《爱情与灵药》（2010年）和《王牌雙賊》（2012年）等。她亦客串過許多電視劇，其中比較知名的有《法網遊龍：犯罪動機》（2002，2009年）、《CSI犯罪現場：邁阿密》（2004年）、《CSI犯罪現場：紐約》（2005年）、《犯罪心理》（2006年）、《豪斯医生》（2007年）、《法律与秩序》（2008年）、《CSI犯罪現場》（2009年）、《棕櫚湖神探》（2011年）、《霹靂煞》（2011年）和《疑犯追踪》（2015年）。
2009年，溫妮克主演喜剧剧情片《靈魂冷凍庫》，該片在圣丹斯电影节上進行全球首映。2010－2011年，她在FOX犯罪劇《识骨寻踪》中飾演一名被派去報道阿富汗戰爭的戰地記者漢娜·伯利（Hannah Burley），該角色後來成為主角希利·布斯的戀愛角色。
2011年，她客串出演The CW間諜劇《霹靂煞》中的角色凱莉（Kelly）。2013年，她主演喜劇片《查尔斯·斯旺三世心灵一瞥》和《偷盜藝術》。同年，她開始在History歷史劇《维京传奇》主演維京歷史中的傳奇人物拉葛莎。
2018年7月，消息指溫妮克將在Netflix超自然動作劇《五行刺客》中飾演主要角色克莉絲汀·“C.G.”·加文（Christine "C.G." Gavin）。2020年2月，她被宣布將在ABC刑偵調查劇《天空市兇案》中主演珍妮·霍伊特（Jenny Hoyt）。

## 個人生活
2015年，溫妮克表示自己“是美國公民，也是加拿大公民”。她的兩個兄弟曾在她主演的《維京傳奇》中亮相。
2022年3月，溫妮克與母親一起創辨慈善機構“溫妮克基金會”（“The Winnick Foundation”）為烏克蘭的需求籌集資金。2022年11月，俄罗斯外交部禁止溫妮克和其他99名加拿大人進入俄罗斯以回應國際制裁。

## 作品列表
| † | 表示尚未發行的作品 |

### 電影
| 年份 | 標題                        | 角色                | 附註         |
| ---- | --------------------------- | ------------------- | ------------ |
| 2001 | 《生化驚魂》                | 珍妮佛（Jennifer）          |              |
| 2002 |                             | 瑪西婭（Marcia）          |              |
| 2002 | 麗茲（Liz）                    |                     |              |
| 2002 |                             | 不適用              | 短片         |
| 2002 | 《貼身情人》                | 蒂芬妮（Tiffany）          |              |
| 2003 | 《愛麗絲找到什麼》          | 茱莉（Julie）            |              |
| 2004 | 《初恋50次》                | 年輕女子            |              |
| 2004 | 《撒旦的小幫手》            | 珍娜·胡利（Jenna Whooly）       |              |
| 2004 | 《走向遠方》                | 崔西（Trish）            |              |
| 2004 | 《吾時將近》                | 流浪兒              | 短片         |
| 2005 | 《養鬼吃人8：地獄世界》     | 雀兒喜（Chelsea）          | 以DVD版發行  |
| 2006 | 《九朵雲》                  | 奧爾加（Olga）          |              |
| 2006 | 《赖家王老五》              | 梅麗莎（Melissa）          |              |
| 2006 | 《再吻我》                  | 查理絲（Chalice）          |              |
| 2007 | 《當尼采哭泣》              | 露·莎樂美           |              |
| 2008 | 《残虐你，娱乐我》          | 塔比莎（Tabitha）          |              |
| 2009 | 《靈魂冷凍庫》              | 斯維塔（Sveta）          |              |
| 2010 | 《刺客公敵》                | 薇薇安（Vivian）          |              |
| 2010 | 《艾伯姆斯自由電台》        | 瑞秋·布雷迪（Rachel Brady）     |              |
| 2010 | 《爱情与灵药》              | 麗莎（Lisa）            |              |
| 2010 | 克萊奧（Cleo）                  |                     |              |
| 2010 | 朱莉（July）                    |                     |              |
| 2011 | 《致命選擇》                | 費歐娜·華格納（Fiona Wagner）   |              |
| 2011 | 女朋友                      |                     |              |
| 2012 |                             | 薩曼莎·托馬斯（Samantha Thomas）   | 短片         |
| 2012 | 《王牌雙賊》                | 奧克薩娜（Oxana）        |              |
| 2012 | 《查尔斯·斯旺三世心灵一瞥》 | 伊萬娜（Ivana）          |              |
| 2013 | 《偷盜藝術》                | 蘿拉（Lola）            |              |
| 2016 |                             | 瑪格麗特·杜普雷（Margaret Dupre） | 短片         |
| 2017 | 《黑塔》                    | 勞莉·錢伯斯（Laurie Chambers）     |              |
| 2018 | 《極速殺機》                | 艾蜜莉·高文（Emily Gowen）     |              |
| 2019 | 《極地》                    | 薇薇安（Vivian）          | [ 18 ]       |
| 2020 | 《萬德鎮》                  | 艾莎（Elsa）            | [ 19 ]       |
| 2021 | 《捍衛救援》                | 莎拉·彭寧頓（Sarah Pennington）     |              |
| 2021 | 《國旗日》                  | 帕蒂·沃格爾（Patty Vogel）     | 兼任聯合監製 |

#### 製作
| 年份 | 標題       | 職位 | 職位 | 職位 | 附註 |
| 年份 | 標題       | 演員 | 導演 | 監製 | 附註 |
| ---- | ---------- | ---- | ---- | ---- | ---- |
| 2021 | 《國旗日》 | 是   | 否   | 聯合 |      |

### 電視
| 年份       | 標題                           | 角色                     | 電視台                                                                   | 附註                            |
| ---------- | ------------------------------ | ------------------------ | ------------------------------------------------------------------------ | ------------------------------- |
| 1999       | 《事實真相》                   | 蘇西（Suzie）                 | 廣播聯賣                                                                 | 單集：“Sacrifices”              |
| 1999－2000 | 《學生團體》                   | 荷莉·本森（Holly Benson）            | YTV（首播聯賣）                                                          | 常設角色；5集                   |
| 2000       | 《奪寶女英豪》                 | 羅塞琳（Roselyn）               | 首播聯賣                                                                 | 單集：“Nine Lives”              |
| 2001       | 《鳴角鴞隊》                   | 布麗安娜·斯泰爾斯（Brianna Styles）    | YTV                                                                      | 單集：“Face Off”                |
| 2002       | 《追捕者》                     | 蘿拉（Laura）                 | SPACE                                                                    | 2集                             |
| 2002       | 《法網遊龍：犯罪動機》         | 卡琳·貝內特（Karyn Bennett）          | NBC                                                                      | 單集：“Seizure”                 |
| 2003       | 《監獄風雲》                   | 莉賽爾·羅布森（Liesel Robson）        | HBO                                                                      | 單集：“4giveness”               |
| 2003       | 《百搭牌》                     | 肯德爾（Kendall）               | - Lifetime（美國） - Global（加拿大）                                    | 單集：“Hell Week”               |
| 2003       | 《10-8：值班警官》             | 露西·約翰遜（Lucy Johnson）          | ABC                                                                      | 單集：“Lucy in the Sky”         |
| 2004       | 《CSI犯罪現場：邁阿密》        | 妮可·哈喬（Nicole Harjo）            | CBS                                                                      | 單集：“Rap Sheet”               |
| 2004       | 《1-800-失蹤》                 | 朱莉·斯奈德（Julie Snyder）          | - A-Channel，W Network（加拿大） - Lifetime（美國）                      | 單集：“In the Midnight Hour”    |
| 2005       | 《川普未經授權》               | 伊凡娜·川普              | ABC                                                                      | 電視影片                        |
| 2005       | 《CSI犯罪現場：紐約》          | 麗莎·凱（Lisa Kay）              | CBS                                                                      | 單集：“Corporate Warriors”      |
| 2006       | 《犯罪心理》                   | 瑪姬·洛（Maggie Lowe）              | CBS                                                                      | 單集：“Somebody’s Watching”     |
| 2006       |                                | 愛咪（Amy）                 | 不適用                                                                   | 電視影片                        |
| 2007       |                                | 妮娜·帕特森（Nina Patterson）          | 不適用                                                                   | 電視影片                        |
| 2007       | 《豪斯医生》                   | 伊芙（Eve）                 | FOX                                                                      | 單集：“One Day, One Room”       |
| 2007       |                                | 麗莎·貝內特（Lisa Bennett）          | 不適用                                                                   | 電視影片                        |
| 2008       | 《法律与秩序》                 | 莎拉·希普利（Sarah Shipley）          | NBC                                                                      | 單集：“Excalibur”               |
| 2009       | 《CSI犯罪現場》                | 莫琳·馬丁（Maureen Martin）            | CBS                                                                      | 單集：“One to Go”               |
| 2009       | 《法網遊龍：犯罪動機》         | 凱莉·康倫（Carrie Conlon）            | USA電視台                                                                | 單集：“Faithfully”              |
| 2010       | 《狼门血影》                   | 凱特·魯索（Kat Russo）            | ABC                                                                      | 單集：“Identity Crisis”         |
| 2010－2011 | 《识骨寻踪》                   | 漢娜·伯利（Hannah Burley）            | FOX                                                                      | 常設角色；7集                   |
| 2011       | 《棕櫚湖神探》                 | 瓦萊麗·多曼（Valerie Dorman）          | A+E                                                                      | 單集：“Lost and Found”          |
| 2011       | 《霹靂煞》                     | 凱莉（Kelly）                 | The CW                                                                   | 單集：“Partners”                |
| 2012       | 《玩命快遞》                   | 達西·丹尼爾斯（Darcy Daniels）        | - RTL（德國） - M6（法國） - HBO Canada，Super Écran（加拿大）           | 單集：“Hot Ice”                 |
| 2013－2020 | 《维京传奇》                   | 拉葛莎                   | - History（第一季至第六季第1部分） - Amazon Prime Video（第六季第2部分） | 主要角色；71集                  |
| 2015       | 《維京傳奇：阿塞爾斯坦的日誌》 | 拉葛莎                   | History                                                                  | 單集：“Vows”                    |
| 2015       | 《疑犯追踪》                   | 法蘭琪·威爾斯（Frankie Wells）        | CBS                                                                      | 單集：“Skip”                    |
| 2019       | 《五行刺客》                   | 克莉絲汀·“C.G.”·加文（Christine "C.G." Gavin） | Netflix                                                                  | 主要角色；9集；兼任聯合執行監製 |
| 2020－2023 | 《天空市兇案》                 | 珍妮·霍伊特（Jenny Hoyt）          | ABC                                                                      | 主要角色；47集                  |

#### 製作
| 年份 | 標題         | 季 | 職位 | 職位 | 職位     | 附註                              |
| 年份 | 標題         | 季 | 演員 | 導演 | 監製     | 附註                              |
| ---- | ------------ | -- | ---- | ---- | -------- | --------------------------------- |
| 2019 | 《五行刺客》 | 1  | 是   | 是   | 聯合執行 | 單集：“Legacy”（導演）            |
| 2020 | 《维京传奇》 | 6  | 是   | 是   | 否       | 單集：“Valhalla Can Wait”（導演） |

### 電子遊戲
| 年份 | 標題               | 角色          | 附註 |
| ---- | ------------------ | ------------- | ---- |
| 2017 | 《使命召喚：二戰》 | 瑪利·費雪（Marie Fischer） | 配音 |

## 獲獎和提名
| 年份 | 獎項                 | 類別                                | 提名作品       | 結果 | 來源          |
| ---- | -------------------- | ----------------------------------- | -------------- | ---- | ------------- |
| 2009 | 葛咸獎               | 最佳整體演出                        | 《靈魂冷凍庫》 | 提名 | [ 25 ]        |
| 2012 | 比佛利山影展獎       | 最佳女主角 （英語：Best Actress）               |                | 獲獎 |               |
| 2014 | 加拿大電影電視銀幕獎 | 最佳戲劇類女主角                    | 《维京传奇》   | 提名 | [ 26 ]        |
| 2014 | 女性形象網絡獎       | 最佳戲劇類影集女主角 （英語：Best Actress in a Drama Series）     | 《維京傳奇》   | 提名 | [ 27 ]        |
| 2015 | 美國評論家選擇電視獎 | 最佳戲劇類影集女配角                | 《維京傳奇》   | 提名 | [ 28 ]        |
| 2015 | 金楓葉獎             | 最佳美國廣播電視劇女主角 （英語：Best Actress in a TV series broadcast in the U.S.） | 《維京傳奇》   | 提名 | [ 29 ] [ 30 ] |
| 2015 | 女性形象網絡獎       | 最佳戲劇類影集女主角                | 《維京傳奇》   | 提名 |               |
| 2016 | 女性形象網絡獎       | 最佳戲劇類影集女主角                | 《維京傳奇》   | 提名 |               |
| 2019 | 女性形象網絡獎       | 最佳戲劇類影集女主角                | 《維京傳奇》   | 提名 | [ 31 ]        |
| 2020 | 女性形象網絡獎       | 最佳女導演 （英語：Film/Show Directed By a Woman）               | 《維京傳奇》   | 獲獎 | [ 32 ]        |
| 2021 | 美國評論家選擇超級獎 | 最佳動作類影集女主角                | 《維京傳奇》   | 提名 |               |

## 外部連結
- 凱薩琳·溫妮克在互联网电影资料库（IMDb）上的資料（英文）